# Charles Francis Summers
Pour les articles homonymes, voir Summers.
Charles Francis Summers (1858-1945) est un sculpteur britannique. Il a travaillé principalement à Rome, faisant des allers-retours en Australie pour vendre ses pièces.

## Biographie
Summers est le fils du sculpteur britannique Charles Summers et de son épouse Augustine Amiot,. Il vit à Rome pendant trente ans, étudiant la sculpture avec son père et le dessin avec le peintre italien Ludovico Seitz,.
À Melbourne, il avait un studio dans les Grosvenor Chambers puis à Jolimont,. Il est l'un des premiers à extraire du marbre à Victoria, dans la région de Benambra .

## Œuvre

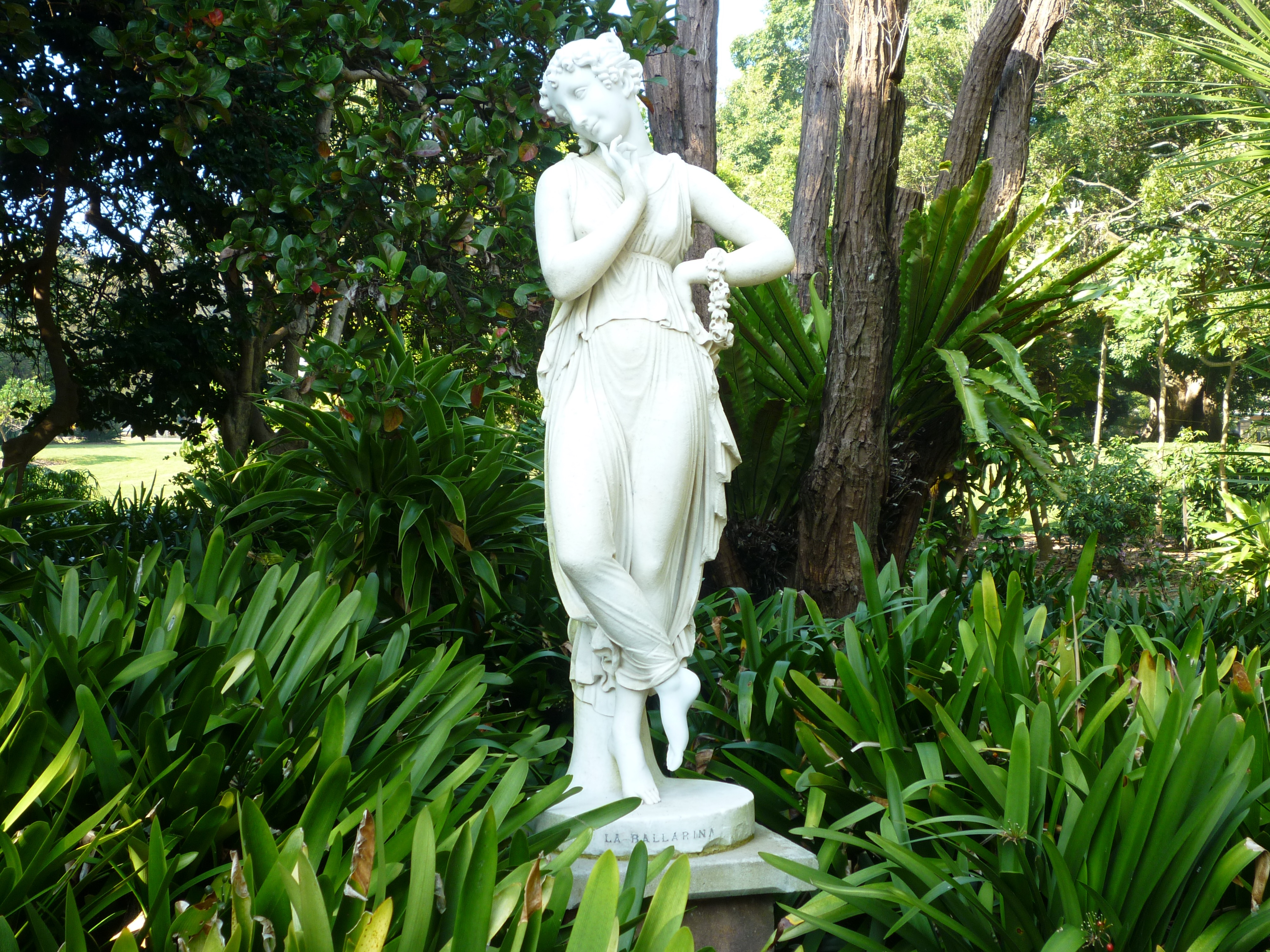
La Ballarina

Une sélection des œuvres de Summers est conservée au musée d'art de Rotorua, en Nouvelle-Zélande,.
Un certain nombre de sculptures de Summers, dont La Ballerina (années 1880), The Four Seasons  (années 1870) et The Boxers  sont situées dans les Jardins botaniques royaux de Sydney. Cinq de ses sculptures (Flight From Pompeii, Modesty, Rebekah, Ruth, et Susannah) ) ainsi que le pavillon dans lequel elles se trouvent sont inscrites au registre du patrimoine victorien et se trouvent dans les jardins botaniques de Ballarat. Shunammite Woman and An Episode of Pompeii sont conservés à la galerie d'art de Bendigo.